# David Aaronovitch
David Morris Aaronovitch (ur. 8 lipca 1954)  – angielski dziennikarz, prezenter telewizyjny i pisarz. Jest regularnym felietonistą The Times i autorem książek Paddling to Jerusalem: An Aquatic Tour of Our Small Country (2000),Voodoo Histories: the role of Conspiracy Theory in Modern History (2009) i  Party Animals: My Family and Other Communists (2016). Zdobył Orwell Prize za dziennikarstwo polityczne w 2001 roku oraz nagrodę What the Papers Say  w kategorii Columnist of the Year za rok 2003. Wcześniej pisał dla The Independent i The Guardian.

## Życie prywatne
Mieszka w Londynie wraz z żoną i trzema córkami.

## Dzieła
- Paddling to Jerusalem: An Aquatic Tour of Our Small Country (Fourth Estate, 2000) ISBN 978-1-84115-540-1
- No Excuses for Terror,  45-minutowy film dokumentalny, który krytykuje, w jaki sposób antyizraelskie poglądy skrajnej lewicy i skrajnej prawicy przenikają do głównego nurtu mediów i dyskursu politycznego[3].
- Blaming the Jews, 45-minutowy film dokumentalny, który ocenia antysemityzm w arabskich mediach i kulturze.
- God and the Politicians, 28 września 2005, film dokumentalny, który przygląda się ważnej kwestii rosnącego wpływu religii na politykę w Wielkiej Brytanii.
- Voodoo Histories: The Role of Conspiracy Theory in Shaping Modern History, Jonathan Cape, 2009, ISBN 978-0-224-07470-4, opublikowana w USA w 2010 przez Riverhead Books, ISBN 978-1-59448-895-5
- Party Animals: My Family and Other Communists. Jonathan Cape, 2016.